# Les Tulipes de Shangri-La
 (janvier 2023).
Si vous disposez d'ouvrages ou d'articles de référence ou si vous connaissez des sites web de qualité traitant du thème abordé ici, merci de compléter l'article en donnant les références utiles à sa vérifiabilité et en les liant à la section « Notes et références ».
Les Tulipes de Shangri-la sont une sculpture publique de l'artiste japonaise Yayoi Kusama située sur l'esplanade François-Mitterrand à Lille, dans le Nord, en France. Haute de sept mètres, cette œuvre en béton armé représente un bouquet de fleurs colorées, ce à quoi pourraient ressembler des tulipes à Shangri-La. Installée dans le cadre de Lille 2004, la sculpture est aujourd'hui un des symboles de la ville.

## Histoire
En 2019, après qu'un enfant s'est coincé la jambe dans la tulipe, les pompiers découpent un morceau de l'installation.